# 木栅区
木柵區位於臺灣臺北市南端，文山區的東半部。東鄰新北市深坑區，北以山稜線與大安、信義、南港為界，西以景美山與景美為界，南以待老坑山至二格山之山稜線與新北市新店、石碇為界。區內河谷平原以帶狀分布於景美溪沿岸，平地面積僅佔五分之一，其餘皆為山坡地。
木柵地區曾在1950年成立木柵鄉，後於1968年併入臺北市改稱木柵區，1990年再與景美合併為文山區。今屬臺北市文山區木柵、萬芳及二格山次分區。

## 歷史
本區昔為平埔族群霧裡薛社所居，清乾隆時隸淡水海防廳淡水堡霧裡薛內湖庄，嘉慶時隸淡水廳拳山堡，同治時隸淡水廳拳山堡的內湖庄、木柵庄、頭前溪庄，光緒五年後隸臺北府淡水縣拳山堡的內湖庄、頭前溪庄。
日治時期先屬文山堡的內湖庄、坡內坑庄，後屬臺北州文山郡深坑庄的內湖與坡內坑二個大字。
戰後劃歸臺北縣深坑鄉，1950年3月1日脫離深坑成立木柵鄉。1968年7月1日併入前一年剛升格為院轄市的臺北市，改稱木柵區。1990年3月12日台北市行政區重劃時，與景美區合併為文山區。

## 交通
- 臺北捷運  文湖線 通過木柵地區西北部，區內設有萬芳社區站、木柵站、動物園站。
- 臺北捷運  環狀線 預計通過木柵地區中西部，區內設有動物園站等5站。

## 著名地標
- 考試院：五院之一，為中華民國國家最高考試機關，負責國家考試事務。
- 臺北市立動物園：俗稱「木柵動物園」，為臺灣最大的動物園。
- 貓空：是臺北主要的茶產地，主要盛產鐵觀音茶。
- 貓空纜車：2007年啟用的空中纜車，是臺灣第一條兼具大眾運輸性質的纜車系統。
- 指南宮：主奉呂祖師的道教廟宇，為台灣道教聖地之一，為中華道教學院的所在地。
- 樟山寺：供奉觀世音菩薩，當地人稱「十八隻手」，是木柵茶區最著名的寺廟。
- 木柵忠順廟：位於文山區中崙路，為主祀雙忠神之道教廟宇。每年農曆三月二十日舉辦迎尪公巡田園、四月初七舉辦平安遶境，是木柵地區二大宗教盛事，與木柵集應廟為木柵地區居民的信仰中心。
- 木柵集應廟：又稱雙忠廟、主祀雙忠公，與木柵忠順廟為木柵地區居民的信仰中心。

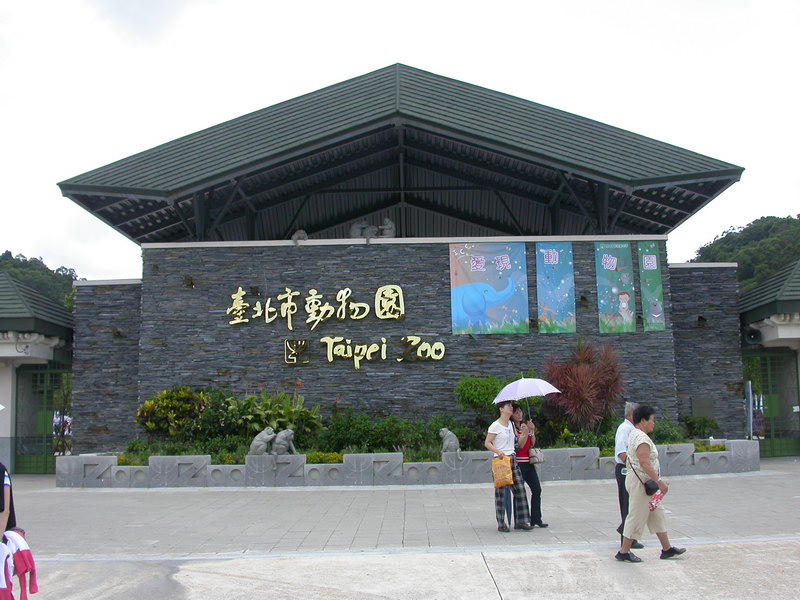
臺北市立動物園
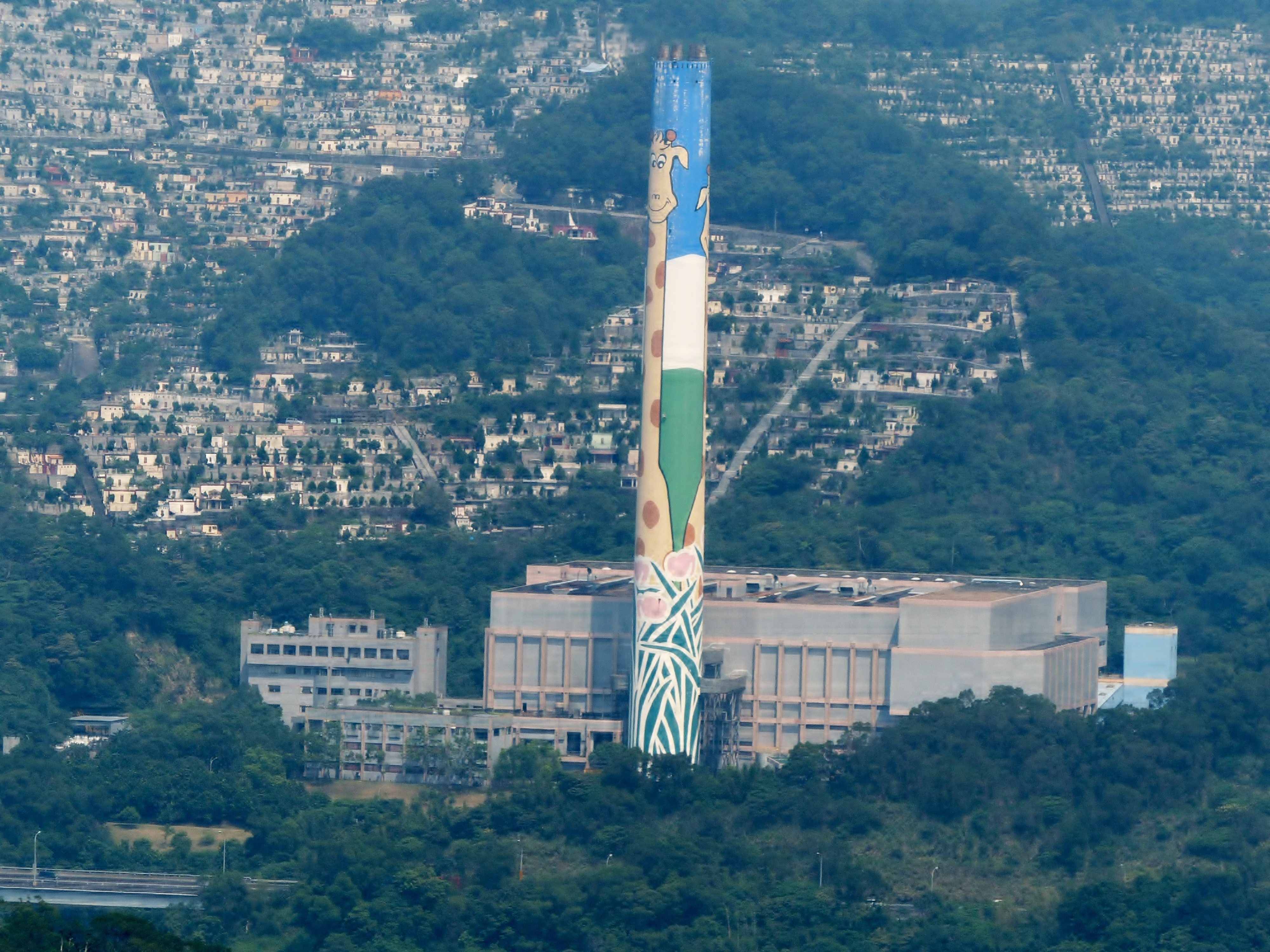
木柵垃圾焚化廠
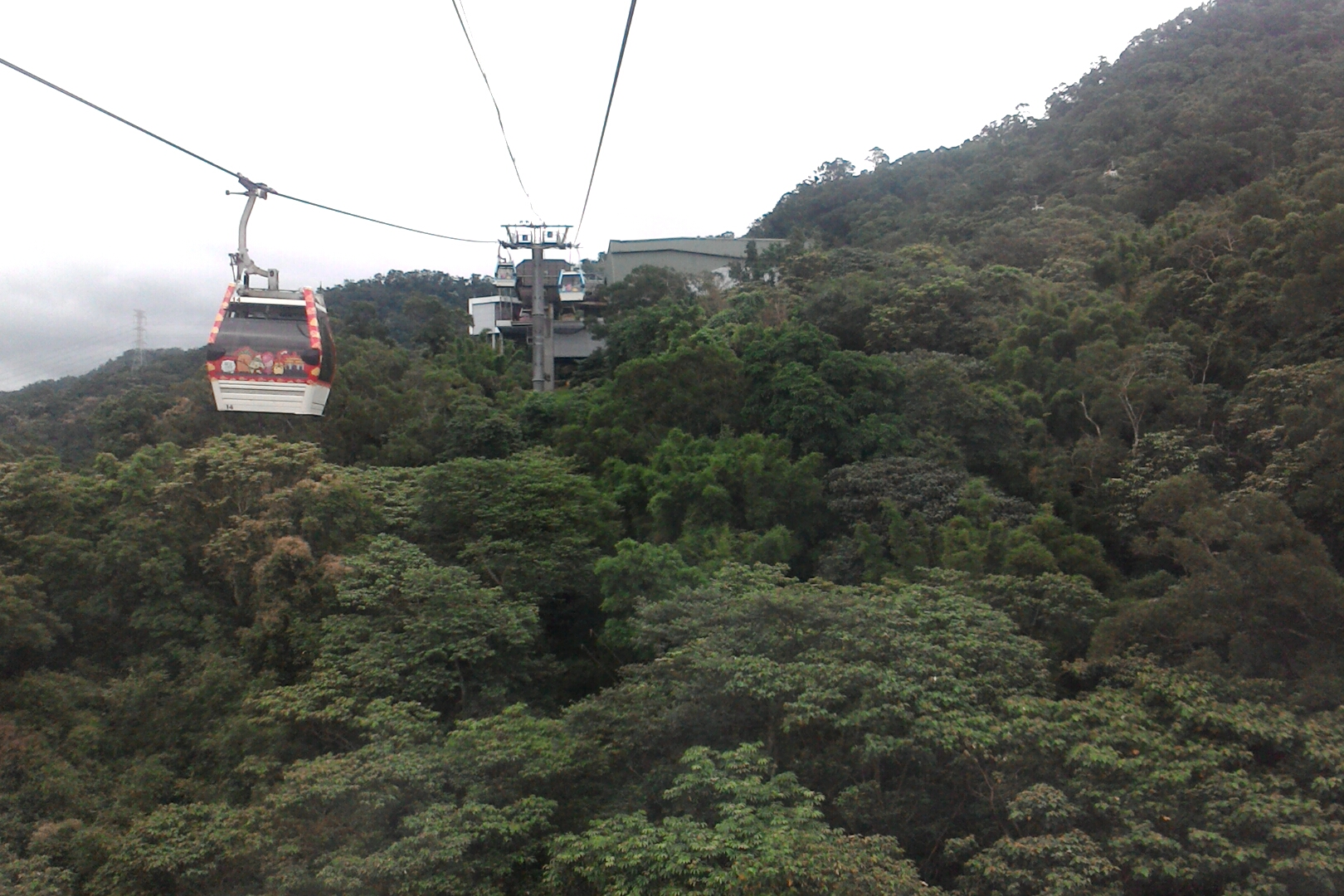
貓空纜車
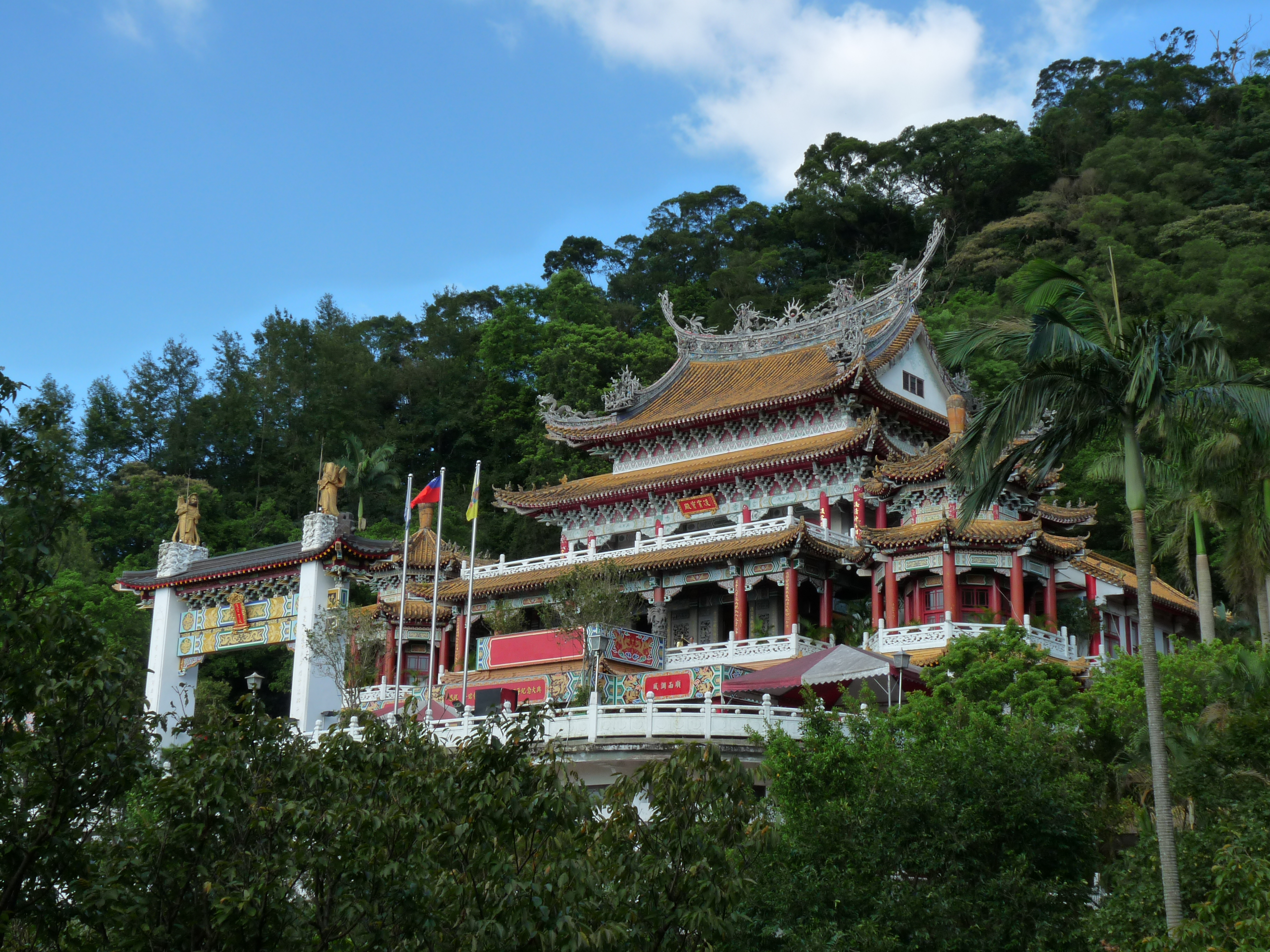
指南宮
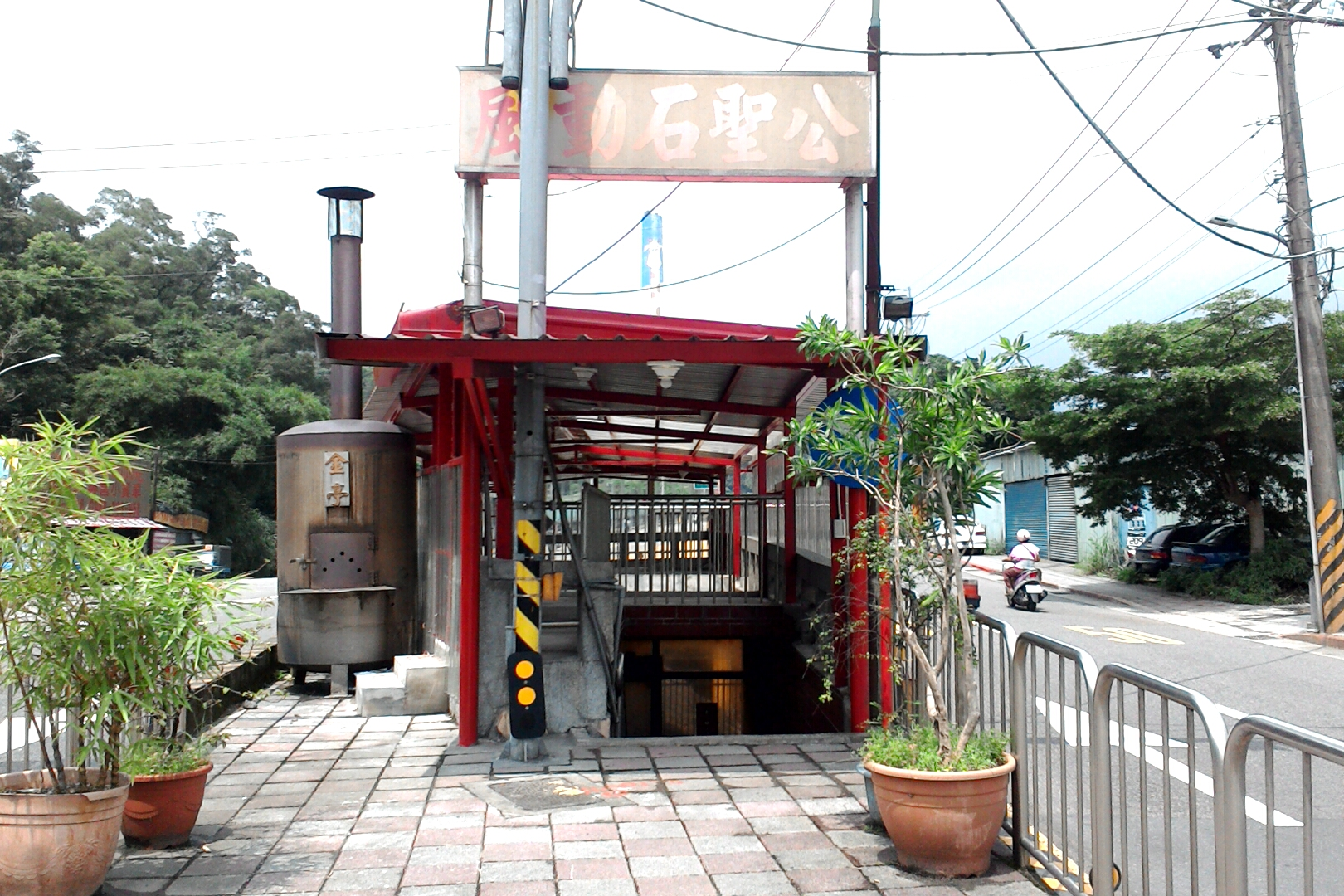
風動石聖公廟

## 學校
- 國立政治大學：以人文學科及社會科學領域著名的國立大學。
- 世新大學：以傳播、新聞等科系著名的私立大學。
- 中國科技大學：設有「規劃與設計學院」、「管理學院」、「資訊學院」的教學型科技大學，鄰近捷運萬芳醫院站
- 國立臺灣戲曲學院(木柵校區)：鄰近木柵市場
- 國立政治大學附屬高級中學：政治大學附屬的完全中學
- 臺北市私立大誠高級中學：位於木柵的一所私立高級中學。
- 臺北市私立景文高級中學：位於木柵的一所私立高級中學。
- 臺北市私立東山高級中學：位於木柵的一所私立完全中學。
- 臺北市立景美女子高級中學：臺北著名的女子高中，實際上位於木柵而非景美。
- 臺北市立木柵高級工業職業學校：臺北著名的市立高職，鄰近捷運木柵站。

## 行政區劃
| 博 嘉 里 富 德 里 頭 廷 里 萬 興 里 指 南 里 老 泉 里 試院里 和興里 華 興 里 肇興里 明 義 里 樟林里 樟 新 里 樟 腳 里 明興里 木盛里 木榮里 a b c d e a：樟文里 b：樟樹里 c：順興里 d：木柵里 e：木新里 |

| 深坑庄                                                                        | 深坑鄉、木柵鄉 | 深坑鄉、木柵鄉 | 木柵區     | 木柵區      | 木柵區     | 文山區     | 文山區 |
| 內湖                                                                          | 1946年 1月     | 1965年 10月    | 1968年 7月 | 1974年 12月 | 1981年 4月 | 1990年 3月 | 現行   |
| ----------------------------------------------------------------------------- | -------------- | -------------- | ---------- | ----------- | ---------- | ---------- | ------ |
| 木柵                                                                          | 木柵村         | 木柵村         | 木柵里     | 木盛里      | 木盛里     | 木柵里     | 木柵里 |
| 木柵                                                                          | 木柵村         | 木柵村         | 木柵里     | 木柵里      | 木柵里     | 木柵里     | 木柵里 |
| 打鐵寮                                                                        | 木柵村         | 木新村         | 木新里     | 木新里      | 木新里     | 木新里     | 木新里 |
| 打鐵寮                                                                        | 木柵村         | 木新村         | 木新里     | 木榮里      | 木榮里     | 木新里     | 木新里 |
| 溝子口                                                                        | 中興村         | 中興村         | 華興里     | 華興里      | 華興里     | 華興里     | 華興里 |
| 溝子口                                                                        | 中興村         | 中興村         | 華興里     | 肇興里      | 肇興里     | 華興里     | 華興里 |
| 溝子口                                                                        | 中興村         | 中興村         | 華興里     | 試院里      | 試院里     | 試院里     | 試院里 |
| 埤腹                                                                          | 中興村         | 復興村         | 和興里     | 和興里      | 和興里     | 試院里     | 試院里 |
| 中崙尾                                                                        | 中興村         | 建興村         | 順興里     | 順興里      | 順興里     | 順興里     | 順興里 |
| 中崙尾                                                                        | 中興村         | 建興村         | 順興里     | 順興里      | 順興里     | 順興里     | 忠順里 |
| 馬明潭                                                                        | 中興村         | 建興村         | 順興里     | 明興里      | 明興里     | 明興里     | 明興里 |
| 馬明潭                                                                        | 中興村         | 建興村         | 順興里     | 明義里      | 明義里     | 明義里     | 明義里 |
| 下崙尾                                                                        | 中興村         | 建興村         | 順興里     | 明義里      | 明義里     | 明義里     | 明義里 |
| 樟腳村                                                                        | 樟腳村         | 樟腳里         | 樟林里     | 樟林里      | 樟林里     | 樟林里     |        |
| 樟腳村                                                                        | 樟腳村         | 樟腳里         | 樟腳 新厝  | 樟腳里      | 樟腳里     | 樟腳里     | 樟腳里 |
| 樟腳村                                                                        | 樟腳村         | 樟腳里         | 樟腳 新厝  | 樟腳里      | 樟樹里     | 樟腳里     | 樟樹里 |
| 樟腳村                                                                        | 樟腳村         | 樟腳里         | 港墘       | 樟腳里      | 樟木里     | 樟新里     | 樟文里 |
| 樟腳村                                                                        | 樟腳村         | 樟腳里         | 港墘       | 樟新里      | 樟新里     | 樟新里     | 樟文里 |
| 樟腳村                                                                        | 樟腳村         | 樟腳里         | 港墘       | 樟新里      | 樟新里     | 樟新里     | 樟新里 |
| 待老坑 阿泉坑                                                                 | 老泉村         | 老泉村         | 老泉里     | 老泉里      | 老泉里     | 老泉里     | 老泉里 |
| 岐山 草湳 貓空 石坡坑 子園坑 石碣頭 吊硞坑 石獅腳 炮子林 番子公館 渡船頭 樟湖 | 指南村         | 指南村         | 指南里     | 指南里      | 指南里     | 指南里     | 指南里 |
| 坡內坑                                                                        | 1946年 1月     | 1965年 10月    | 1968年 7月 | 1974年 12月 | 1981年 4月 | 1990年 3月 | 現行   |
| 小坑 猴山坑 新興 頭廷魁 魚衡仔                                                | 興隆村         | 興隆村         | 萬興里     | 萬興里      | 萬興里     | 萬興里     | 政大里 |
| 小坑 猴山坑 新興 頭廷魁 魚衡仔                                                | 頭廷村         | 頭廷村         | 頭廷里     | 頭廷里      | 頭廷里     | 萬興里     | 萬興里 |
| 抱子腳 抱子腳坑                                                               | 博嘉村         | 博嘉村         | 博嘉里     | 博嘉里      | 博嘉里     | 萬芳里     | 萬芳里 |
| 抱子腳 抱子腳坑                                                               | 博嘉村         | 博嘉村         | 博嘉里     | 博嘉里      | 博嘉里     | 萬芳里     | 萬美里 |
| 軍功坑 坡內坑 大竹林                                                          | 博嘉村         | 博嘉村         | 博嘉里     | 博嘉里      | 博嘉里     | 博嘉里     | 博嘉里 |
| 灰磘坑 石壁坑 密婆坑 象頭埔 福德坑                                            | 富德村         | 富德村         | 富德里     | 富德里      | 富德里     | 博嘉里     | 博嘉里 |
| 2大字                                                                         | 9村            | 12村           | 12里       | 20里        | 22里       | 15里       | 20里   |

## 外部連結
- 木柵文史工作室 （页面存档备份，存于）